# Нинкович, Ивана
Ивана Нинкович (серб. Ивана Нинковић; род. 15 декабря 1995 года в Требине) — боснийская пловчиха. Участница Олимпийских игр.

## Спортивная карьера
В 2011 году она выступила на чемпионате мира по водным видам спорта, где была 23-й на дистанции 50 м брассом со временем 32,86 с и 37-й на вдвое большей дистанции (время 1:14,32). В том же году приняла участие в чемпионате Европы по плаванию на короткой воде, где заняла 36-е место на дистанции 50 м брассом, показав время 33,00 с, и 41-е место на дистанции 100 м (время 1:12,36).
В 2012 году выступала на Олимпиаде в Лондоне, на которую поехала без тренера из-за отсутствия средств. На Олимпийских играх она стартовала на 100 м брассом и выбыла в первом раунде, несмотря на то, что заняла 1-е место в своём заплыве (время 1:14,04). Стала самым молодым участником Олимпийских игр, представлявшим Боснию и Герцеговину (на момент участия в Играх ей было 16 лет и 228 дней). В том же году она также приняла участие в чемпионате Европы, где заняла 12-е место в полуфинале на 50 м брассом со временем 32,26 с (ранее она была 9-й с 32,19 с) и 32-е место на 100 м брассом (время 1:11,19). В 2012 году приняла участие в чемпионате Европы по плаванию на короткой воде, где выбыла в полуфинале на дистанции 50 м брассом, заняв 10-е место с результатом 31,46 с (в квалификационных заплывах она была 11-й со временем 31,63 с), а на 100 м этим же стилем показала 25-й результат (время 1:10,17). В декабре 2012 года Нинкович была названа лучшей спортсменкой года Боснии и Герцеговины.
В 2013 году заняла 4-е место в плавании брассом на 50 м на Средиземноморских играх. В том же году также выступила на чемпионате мира, где была 33-й на дистанции 50 м брассом с результатом 32,32 с и 45-й на дистанции 100 м (время 1:12,39). Она также приняла участие в чемпионате Европы по плаванию на короткой воде, где заняла 40-е место на дистанции 50 м брассом со временем 31,88 с, а также была дисквалифицирована на вдвое большей дистанции.
Представляет клуб «Олимп Баня-Лука».